# Chortyzja (Saporischschja)
Chortyzja (ukrainisch Хортиця, russisch Хортица Chortiza, deutsch historisch Chortitza) ist ein Dorf nahe der Stadt Saporischschja in der südlichen Zentralukraine.

## Geschichte
Der Ort wurde entstand 1789 im Zuge der Besiedlung des Gebietes durch die Mennoniten (siehe auch Kolonie Chortitza) und trug den deutschen Namen Chortitza. Es kam bis zum Ersten Weltkrieg zu einer lebhaften Entwicklung des Dorfes, nach dem Weltkrieg mussta man auch hier unter Entkulakisierung in den 1920er Jahren und Kollektivierung 1930 leiden. Als der Zweite Weltkrieg 1941 begann, sollten die Einwohner von Chortitza nach dem Willen der sowjetischen Regierung nach Sibirien deportiert werden. Da die Wehrmacht sehr schnell voranschritt, wurden diese Pläne nicht verwirklicht. Unter der deutschen Besatzung konnte sich die Bevölkerung von Chortitza etwas erholen. Aber schon 1943 musste die deutsche Bevölkerung in den Warthegau evakuiert werden, da die Wehrmacht sich aus der Sowjetunion zurückziehen musste.
Nach dem Ende des Zweiten Weltkrieges wurde der Ort Teil der Stadt Saporischschja, am 18. Dezember 2008 wurde der Ort jedoch auf Beschluss des Werchowna Rada wieder selbstständig und der Landratsgemeinde Dolynske unterstellt.
Am 24. Mai 2016 wurde das Dorf ein Teil der neugegründeten Landgemeinde Dolynske, bis dahin war sie ein Teil der Landratsgemeinde Dolynske im Westen des Rajons Saporischschja.